# Número de Leyland
En teoría de números, un número de Leyland es un número de la forma
{\displaystyle x^{y}+y^{x}}
donde x e y son números enteros mayores que 1. Reciben su nombre del matemático Paul Leyland. Los primeros números de Leyland son:
8, 17, 32, 54, 57, 100, 145, 177, 320, 368, 512, 593, 945, 1124 (sucesión A076980 en OEIS).
El requisito de que x e y sean ambos mayores que 1 es importante, ya que sin él todo entero positivo sería un número de Leyland de la forma x1 + 1x. Además, debido a la propiedad conmutativa de la suma, la condición y ≤ x generalmente se agrega para evitar la doble cobertura del conjunto de números de Leyland (por lo que se tiene que 1 < y ≤ x).

## Números primos de Leyland
Un primo de Leyland es un número de Leyland que también es primo. Los primeros primos son:
17, 593, 32993, 2097593, 8589935681 , 59604644783353249, 523347633027360537213687137, 43143988327398957279342419750374600193, ... (sucesión A094133 en OEIS)
correspondientes a
32+23, 92+29, 152+215, 212+221, 332+233, 245+524, 563+356, 3215+1532.
También se puede fijar el valor de y y considerar la secuencia de valores de x que da los números primos de Leyland, por ejemplo x2 + 2x es primo para x = 3, 9 , 15, 21, 33, 2007, 2127, 3759, ... (A064539).
En noviembre de 2012, el mayor número de Leyland que se había demostrado que era primo era 51226753 + 67535122 con 25050 dígitos. Desde enero de 2011 hasta abril de 2011, fue el primo más grande cuya primalidad fue probada por test de primalidad por curvas elípticas. En diciembre de 2012 se mejoró demostrando la primalidad de los dos números 311063 + 633110 (5596 dígitos) y 86562929 + 29298656 (30008 dígitos), el último de los cuales superó el récord anterior. Hay muchos probable primo más grandes conocidos, como 3147389 + 9314738, pero es difícil probar la primalidad de los grandes números de Leyland. Paul Leyland escribe en su sitio web: "Más recientemente aún, se dio cuenta de que los números de esta forma son casos de prueba ideales para programas de tests de primalidad de propósito general. Tienen una descripción algebraica simple pero no tienen propiedades ciclotómicas obvias que los algoritmos de propósito especial puedan explotar".
Hay un proyecto llamado XYYXF para factorizar números de Leyland compuestos.

## Número de Leyland de segunda especie
Un número de Leyland de segunda especie es un número de la forma
{\displaystyle x^{y}-y^{x}}
donde x e y son dos números enteros mayores que 1. Los primeros números son:
0, 1, siete, 17, 28, 79, 118, 192, 399, 431, 513, 924, 1844, 1927, 2800, 3952, 6049, 7849, 8023, 13983, 16188, 18954, 32543, 58049, 61318, 61440, 65280, 130783, 162287, 175816, 255583, 261820, ... (sucesión A045575 en OEIS)
Un Primo de Leyland de segunda especie es un número de Leyland de segunda especie que también es primo. Los primeros primos de este tipo son:
7, 17, 79, 431, 58049, 130783, 162287, 523927, 2486784401, 6102977801, 8375575711, 13055867207, 83695120256591, 375700268413577, 2251799813682647, ... (sucesión A123206 en OEIS)
Para conocer los números primos probables, consúltese Henri Lifchitz & Renaud Lifchitz, búsqueda de PRP Top Records.